# Bagat-en-Quercy
Bagat-en-Quercy è un comune francese di 199 abitanti situato nel dipartimento del Lot nella regione dell'Occitania.

## Società

### Evoluzione demografica
Abitanti censiti